# Джей Усо
Джошуа Семюел Фату (англ. Joshua Samuel Fatu, 22 серпня 1985) — американський професійний реслер. На даний момент виступає у WWE, на бренді Raw під псевдонімом Джей Усо (англ. Jey Uso). Джей є членом відомої родини самоанських професійних реслерів Аноай.
Тренуючись з дитинства під керівництвом свого батька, члена Залу слави WWE Рікіші, Фату дебютував у 2010 році на підготовчому майданчику WWE — Florida Championship Wrestling (FCW), де він змагався під ім'ям Джуль Усо разом зі своїм братом-близнюком Джиммі як Брати Усо, де вони стали Командними чемпіонами Флориди FCW. Пізніше того ж року, вони були переведені до основного ростеру. Поки вони були в основному ростері, їхніми менеджерами були їх двоюрідна сестра Таміна Снука та дружина Джиммі, Наомі. З липня 2021 року по червень 2023 року він був частиною лиходійського угрупування The Bloodline, разом зі своїм кузеном (насправді двоюрідним дядьком), і лідером групи Романом Рейнсом, і його братами Джиммі та Соло Сікоа.
Під час виступів у команді з братом, Фату мав найдовший рейн командного чемпіонства серед чоловіків в історії WWE — 622 дні, що було досягнуто під час п’ятого рейну Командного чемпіонства SmackDown. Загалом, вони є восьмиразовими командними чемпіонами WWE, тричі завоювавши Командне Чемпіонство WWE Raw  і вигравши нагороду Slammy, як найкраща команда року в 2014 та 2015 роках. У 2017 році, вони тричі вигравали Командне Чемпіонство SmackDown, а потім четвертий раз у 2019 році та п’ятий у 2021 році. Це перша команда, яка виграла Командне Чемпіонство Raw і SmackDown, а також перша команда, яка виграла їх одночасно як Беззаперечні Командні Чемпіони WWE.
Як сольний реслер, Фату виграв нагороду у категорії «Ворожнеча року» 2020 року, за ворожнечу з Романом Рейнсом, за версією CBS Sports, і виграв Меморіальний батл-роял Андре Гіганта 2021 року. У 2023 році, Фату був залучений до сюжету «Громадянська Війна Bloodline», яка пізніше вилилася у його поразку від Романа Рейнса, в головній події SummerSlam у матчі "Племінна Битва" за Беззаперечне Чемпіонство Всесвіту WWE та за звання вождя племені родини Аноай, після того як Джиммі зрадив його. Пізніше, він виграв Беззаперечне Командне Чемпіонство WWE з Коді Роудсом, ознаменувавши свій четвертий рейн Командного Чемпіона Raw та шостий рейн Командного Чемпіона SmackDown. У вересні 2024 року, він виграв Інтерконтинентальне чемпіонство, вигравши свій перший індивідуальний титул в кар'єрі.
1 лютого 2025 року, Джей Усо виграв чоловічу Королівську битву, останнім викинувши Джона Сіну.

## Раннє життя
Народився через дев'ять хвилин після свого брата-близнюка Джонатана, в сім'ї Талісуа Фуаваі та професійного реслера Солофи Фату-молодшого. Джошуа Семюел Фату народився в Сан-Франциско, штат Каліфорнія, 22 серпня 1985 року. Фату має самоанське походження. Будучи сином члена Залу слави WWE Солофи Фату-молодшого (Рікіші), він також є частиною родини Аноа'й. Він відвідував середню школу Ескамбія в Пенсаколі, штат Флорида, де грав в американський футбол. Він продовжив свою футбольну кар'єру, граючи за Університеті Західної Алабами з 2003 по 2005 рік, де грав на позиції лайнбекера.

## Кар'єра в американському футболі
Фату грав лайнбекером за команду Університету Західної Алабами. Перед сезоном 2005 року, головний футбольний тренер UWA Сем Маккоркл сказав у статті «Tuscaloosa News», що Фату буде одним із гравців, на якого варто звернути увагу. Маккоркл сподівався, що Джош Фату, який раніше був виключений з академічних причин, разом з іншим лайнбекером, Кіданом Макбрайдом, якого перевели з Теннессі-Мартіна, допоможуть забезпечити удари в обороні. На жаль, сезон пішов не так, як сподівався Фату.
Розуміючи, що його футбольна кар’єра йде не бажаним шляхом, Фату та його брат Джонатан вирішили приєднатися до свого батька Солофи ( Рікіші) та дядька Едді (Умага) у реслінг.

## Кар'єра у професійному реслінгу

### Початок кар'єри (2007–2009)
Джошуа дебютував у професійному реслінгу у World Xtreme Wrestling (WXW) разом зі своїм братом Джонатаном Фату, в команді The Fatu Twins у Мілтоні, штат Флорида, 8 червня 2007 року. Він дебютував під ім'ям Джошуа Фату. 
12 грудня 2008 року, Джошуа з'явився у National Wrestling Alliance (NWA) на заході NWA Prime Time у Колумбусі, штат Джорджія, під ім'ям Джош Фату. Разом зі своїм братом Джонатаном, він був членом команди під назвою The Samoan Soldiers.
У 2009 році він і його брат двічі змагалися в команді у Xtreme Championship Wrestling (XCW) у Декейтері та Норт-Річленд-Хіллз, штат Техас.

### World Wrestling Entertainment / WWE (2010-теперішній час)

#### Florida Championship Wrestling (2010)
Джошуа дебютував під ім'ям Джюль Усо, об'єднавшись у команду зі своїм братом, яку назвали Брати Усо, почавши в 2010 року з перемоги братів Ротундо (Дюк і Бо) 14 січня. У зіткненні успадкованих реслерів 18 лютого, Брати Ротундо об’єдналися з Весом Бріско, щоб перемогти Усо і Донні Марлоу. Вони продовжили взаємодіяти з Марлоу на телевізійних записах 25 лютого, коли він супроводжував їх до рингу на переможний матч проти Тайтуса О'Ніла та Біг Е Ленгстона. У березні до них приєдналася Сарона Снука, яка стала їхнім менеджером, а 13 березня Усо перемогли The Fortunate Sons (Джо Генніг і Бретт ДіБіасі), вигравши Командне Чемпіонство Флориди FCW. Вони провели свій перший захист титулу на телевізійних записах 18 березня, перемігши The Dudebusters (Трент Баретта та Кейлен Крофт), зберігши титули. Далі вони успішно захищали чемпіонство проти Персі Уотсона та Даррена Янга, Хуніко та Тіто Нівеса, Скіпа Шеффілда та Даррена Янга, та The Dudebusters, яких вони перемогли через дискваліфікацію, коли Таміна витягла рефері з рингу, щоб не дати йому відрахувати утримання.  3 червня Усо програли Командне Чемпіонство Флориди команді Los Aviadores (Hunico та Dos Equis).

#### Ранні виступи як The Usos (2010–2016)

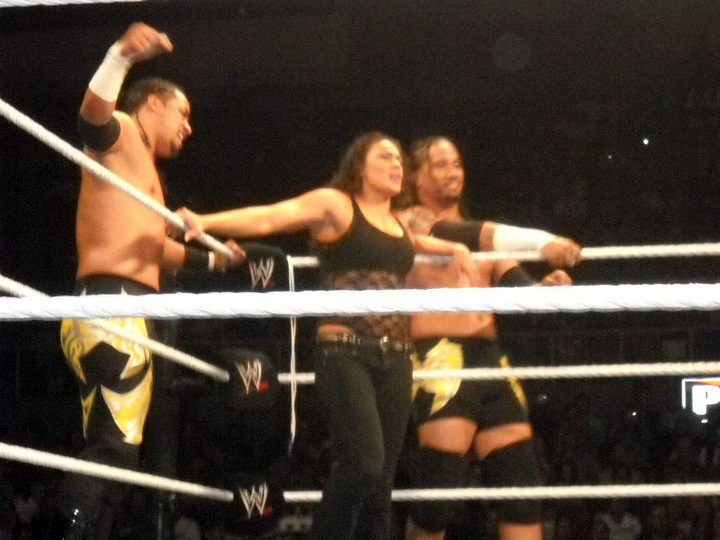
Усо з Таміною у вересні 2010 року

24 травня 2010 року на випуску Raw, Усо (з Джулем, який тепер змагається під ім'ям Джей Усо) і Таміна дебютували як хіли, атакувавши Об'єднаних Командних Чемпіонів WWE, The Hart Dynasty (Тайсон Кідд, Девід Харт Сміт і Наталя).  Наступного тижня генеральний менеджер Raw Брет Харт заявив, що підписав з ними контракти. Тієї ж ночі, тріо дали промо, заявивши, що вони шукають поваги до своїх сімей. Вони були перервані та атаковані династією Хартів, які прагнули помститися за несподіваний напад минулого тижня. Усо знову спробували напасти на Династію Харт на випуску Raw 7 червня, але Харти були готові та взяли верх. Усо дебютували на рингу за бренд на випуску Superstars 17 червня, перемігши Голдаста та Марка Генрі. Через три дні, вони дебютували yf PPV, програвши The Hart Dynasty у змішаному командному матчі з 3 на 3 на Fatal 4-Way. Усо мали зустрітися з династією Харт на випуску Raw 28 червня, але матч так і не розпочався, оскільки Усо натомість напали на Хартів, коли ті виходили на ринг. Усо вперше перемогли Династію Хартів у змішаному командному матчі 3 на 3 на випуску Raw 12 липня, коли Джей утримав Сміта. Усо кинули виклик Хартам за Командне Чемпіонство на PPV Money in the Bank, але не мали успіху. 26 липня на випуску Raw, Джей Усо програв Ренді Ортона у своєму першому одиночному матчі на бренді. Вони отримали ще один шанс за звання командного чемпіона на Night of Champions у командному матчі на вибування, де вони усунули Династію Хартів та команду Владіміра Козлова та Сантіно Марелли, перш ніж їх вибили Марк Генрі та Еван Борн. На випуску Raw 6 грудня, Усо взяли участь у командному матчі фатальної четвірки та були усунені, але Таміна залишилася в кутку Марелли та Козлова після їхнього виграшу Командного Чемпіонства WWE; в результаті вона стала фейсом і покинула Усо.
26 квітня 2011 року, обидва Усо були задрафтовані на бренд SmackDown у рамках додаткового драфту 2011 року. На випуску Superstars 2 червня, Усо стали фейсами, коли вони змагалися проти The Corre (Джастін Гебріел і Хіт Слейтер) у програшному матчі. Протягом червня 2011 року, Усо здобули перемоги над Габріелем і Слейтером у командних матчах, зумівши перемогти їх у двох матчах 3 на 3, разом з Езекіелем Джексоном і Трентом Барретою. Усо почали виконувати Сіва Тау, традиційний бойовий танець Самоа, як частину свого виходу на ринг, використовуючи цей танець, щоб показати свою силу та зарядитися енергією. Вони виконували цей вихід до тих пір, поки не стали хілами та не змінили образ у 2016 році. 29 липня на випуску SmackDown, Усо кинули виклик Девіду Отанга та Майклу Макгіллікатті за титул Командних Чемпіонів WWE, але зазнали поразки.

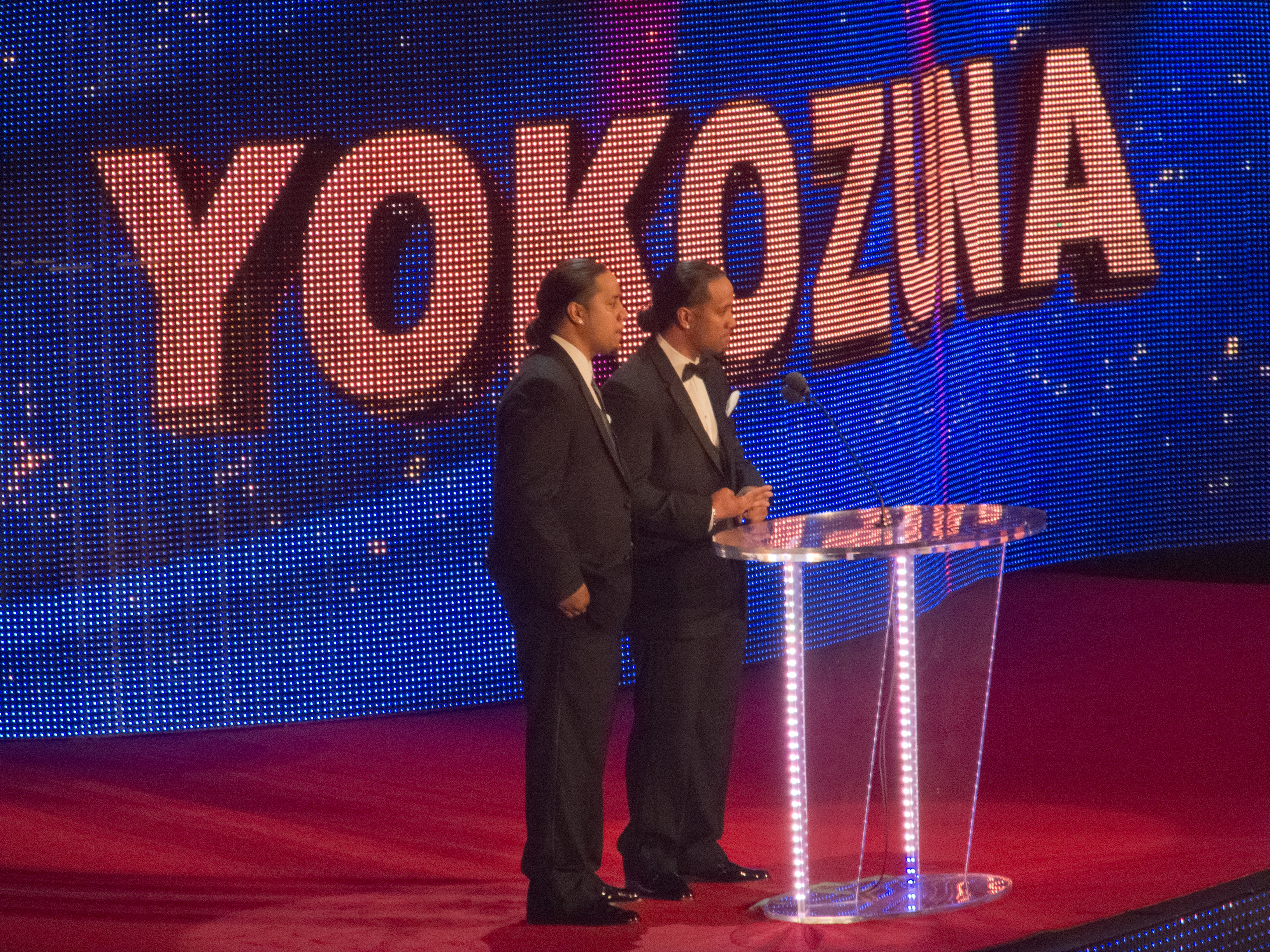
Усо на церемонії введення в Зал слави WWE 2012 року свого кузена Йокодзуни

Усо почали з’являтися у п’ятому сезоні NXT у вересні 2011 року, атакувавши після матчу команду Даррена Янга та JTG. Потім Усо перемогли Янга та JTG на випуску NXT Redemption 27 вересня. Однак, подібно до того, як Усо дебютували на NXT, після перемоги на них напала інша команда-дебютант, Курт Хокінс і Тайлер Рекс, а наступного тижня, Усо зазнали поразки від Хокінса та Рекса. Протягом наступних місяців і в 2012 році Усо обмінялися перемогами з Хокінсом і Рексом на NXT, в той час як постійно програвали Прімо і Епіко на SmackDown. Вони також ворогували з JTG, який став хлопцем Таміни. У березні 2012 року, Усо почали ворожнечу з Дарреном Янгом і Тайтусом О'Нілом після того, як вони висміяли Сіву Тау перед матчем Усо. Хоча Усо перемогли Янга та О'Ніла в командних матчах, вони постійно зазнавали поразок в одиночних матчах. Останнього випуску п’ятого сезону NXT 13 червня, Усо перемогли Джонні Кертіса та Майкла Макгіллікатті.
Тоді, Усо почали ворожнечу з The Ascension (Конор О'Брайан і Кеннет Кемерон) на випуску «NXT» від 15 серпня, коли матч між двома командами закінчився дискваліфікацією Ascension; тоді Ascension атакували Усо після матчу. 29 серпня на випуску NXT, Усо кинули виклик Ascension, але Ascension підстерегли Усо і знову їх побили. 5 вересня випуску NXT, Ascension перемогли Усо. Потім, Усо об'єдналися з Рікі Стімботом, щоб програти Ascension та Кассіусу Оно на випуску NXT від 17 жовтня. Ворожнеча Усо з Ascension була закінчена, коли Кемерон був звільнений з WWE.
На WrestleMania XXVIII, Усо невдало змагалися за Командне Чемпіонство WWE у темному матчі потрійної загрози проти чемпіонів Прімо та Епіко, Тайсона Кідда та Джастіна Габріеля, коли чинні чемпіони зберегли свої титули. На No Way Out, Усо змагалися з Прімо та Епіко, Джастіном Габріелем і Тайсоном Кіддом, а також з The Prime Time Players у командному матчі фатальної четвірки, за претендентство № 1 на командні титули WWE, і не досягли успіху. 16 липня випуску Raw, Усо танцювали зі своїм батьком Рікіші після того, як Рікіші повернувся у «Blast from the Past», перемігши Хіта Слейтера. На випуску SmackDown 7 вересня, Усо не змогли виграти командний матч потрійної загрози за претендентство за Командне Чемпіонство WWE проти The Prime Time Players, Прімо та Епіко.

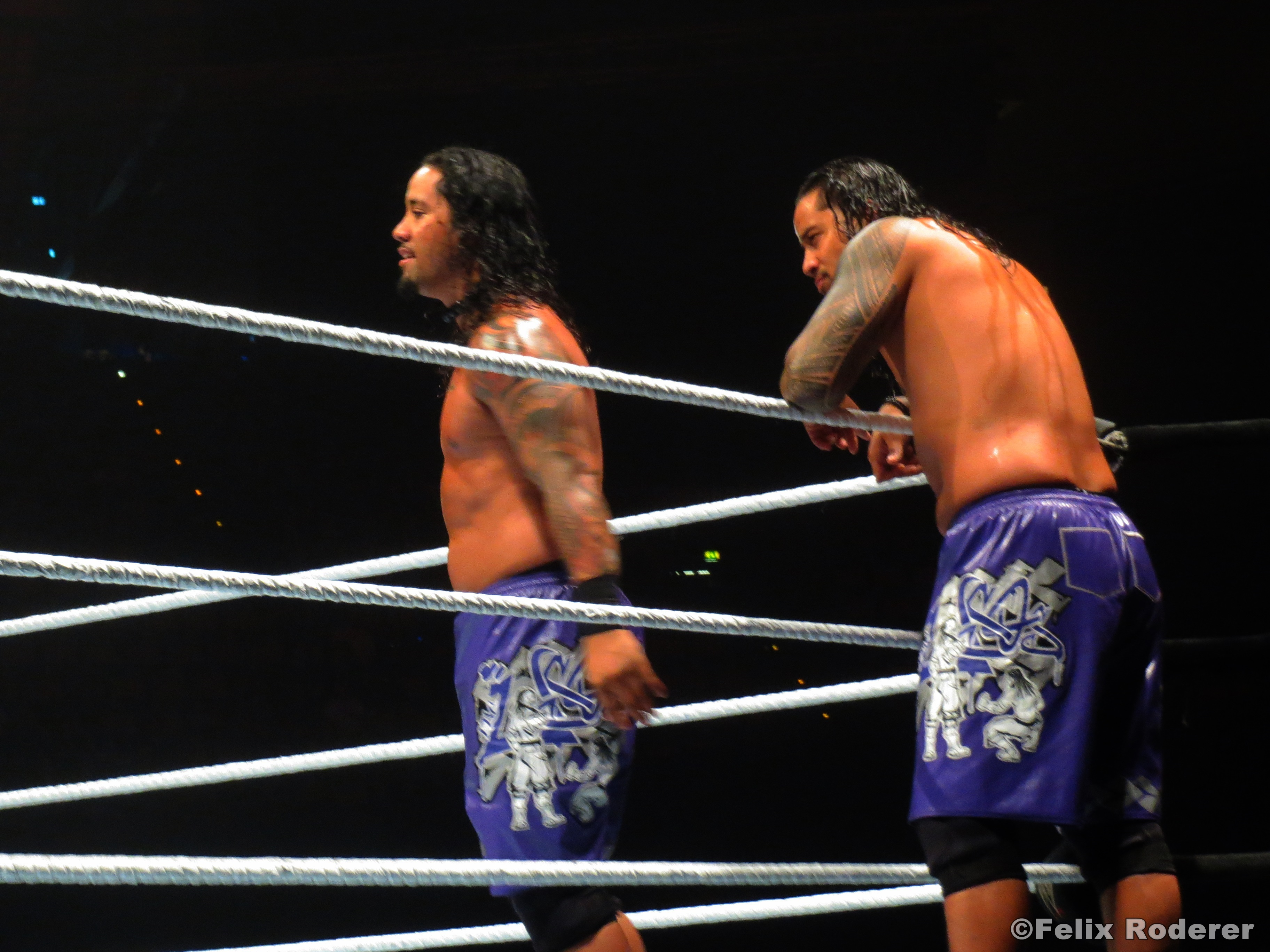
Усо у листопаді 2013 року

На випуску Raw від 3 червня, Усо почали наносити фарбу для обличчя, подібну до фарби свого померлого дядька Едді Фату, також відомого як Умага, щоб ще більше підкреслити свою самоанську культуру. Протягом наступних місяців вони змагалися за Командне Чемпіонство WWE проти Щита. На Money in the Bank Усо кинули виклик Роллінсу та Рейнсу на матч за титули, але не мали успіху, та взяли участь у командному матчі потрійної загрози проти команди Коді Роудса і Голдаста, та Щита на PPV Hell in a Cell, який їм не вдалося виграти.
Усо брали участь у традиційному матчі на вибування Survivor Series на Survivor Series, об'єднавшись з Реєм Містеріо, Коді Роудсом і Голдастом, програвши The Real Americans і Щиту. Після короткої ворожнечі проти The Wyatt Family на початку 2014 року, Усо продовжили переможну серію і почали вимагати від The New Age Outlaws матчу за командні титули. Вони отримали матч за титул на PPV Elimination Chamber проти Outlaws, але знову не мали успіху, але виграли титули на випуску «Raw» від 3 березня. На пре-шоу Реслманії XXX, Усо успішно захистили свої титули в командному матчі фатальної четвірки на вибування проти Райбека і Кертіса Акселя, The Real Americans і Los Matadores. Після цього, Усо поновили ворожнечу з The Wyatt Family, успішно зберігши титули проти Харпера і Ровена на Money in the Bank і Battleground. Потім Усо програли титули Голдасту і Стардасту на Ночі чемпіонів, завершивши свій рейн у 202 дні.

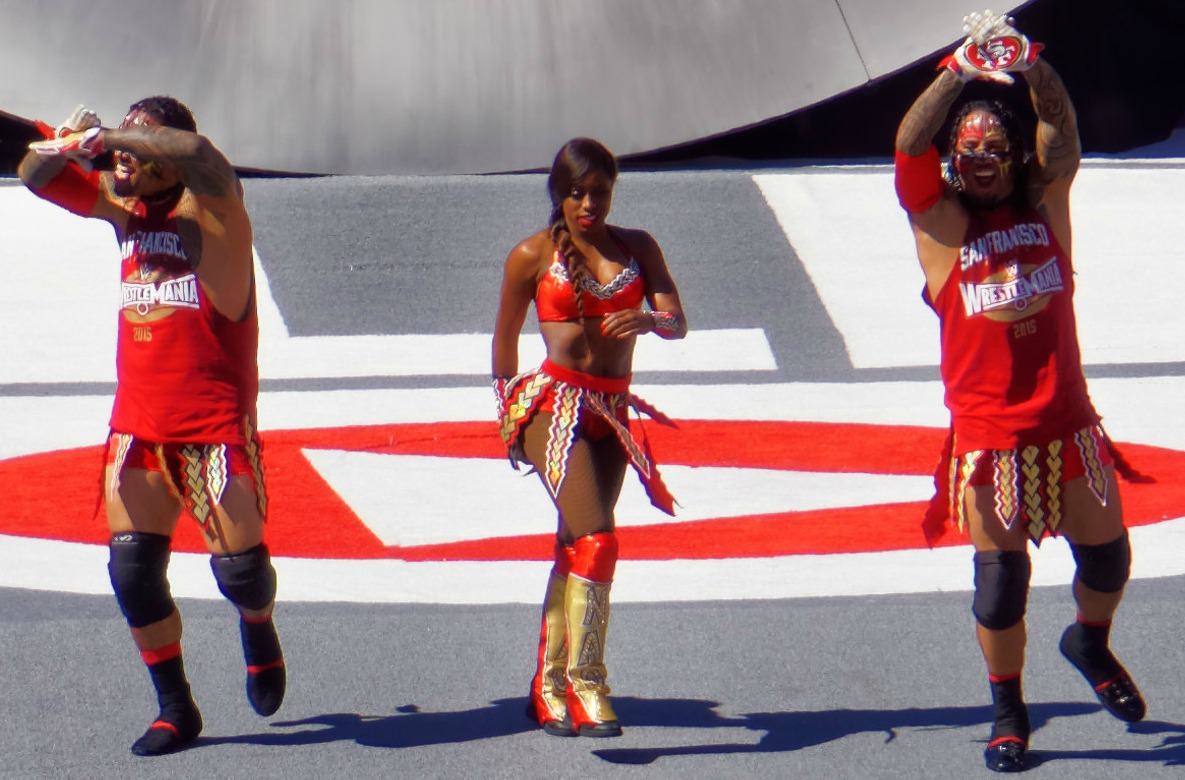
Усо з Наомі виходять на ринг на пре-шоу Реслманії 31 у березні 2015 року

На випуску Raw від 29 грудня Усо повернули титули у матчі проти Міза і Деміана Міздоу після ворожнечі з ними через Наомі. Однак вони втратили титули на Fastlane проти Тайсона Кідда та Сезаро. Незважаючи на реванш наступного вечора на Raw, Усо не забрали титули назад через те, що Наталя втрутилася в матч, викликавши дискваліфікацію. На записах SmackDown 9 березня, Джей Усо отримав справжню травму плеча. На пре-шоу Реслманії 31 вони змагалися у матчі фатальної четвірки, в якому програли, а Джей ще більше пошкодив плече.
Після того, як Джей Усо отримав передній вивих плеча на лівій руці, його не було на телебаченні WWE близько шести місяців. 18 квітня на випуску Main Event, Джиммі Усо переміг Ксав'єра Вудса. Джиммі був у ролі коментатора, поки Джей не виступав через травму. 12 травня на випуску Main Event, Джиммі Усо об’єднався з Заком Райдером, щоб протистояти Люку Харперу та Еріку Роуену в програшному матчі. Джиммі Усо повернувся до виступів на випуску SmackDown 10 вересня, об’єднавшись з Романом Рейнсом і Діном Емброузом у команді 3 на 3 проти Нового дня (Біг E, Кофі Кінгстон і Ксав’єр Вудс). Вони виграли через дискваліфікацію після того, як на Джиммі напала Родина Ваятт (Брей Вятт, Браун Строуман і Люк Гарпер).
Джей Усо повернувся на випуску «Raw» від 2 листопада разом зі своїм братом Джиммі несподіваним поверненням, щоб об’єднатися з їхнім кузеном Романом Рейнсом, Діном Амброузом і Райбеком проти Сета Роллінза, Кевіна Оуенса та Нового Дня у командному матчі Survivor Series. Усо разом з Рейнсом, Емброузом і Райбеком перемогли в матчі. 30 листопада на випуску «Raw», Усо змагалися в матчі за претендентство №1 за командні титули проти Lucha Dragons, який закінчився подвійною дискваліфікацією, коли Новий День атакували обидві команди. Пізніше, того ж вечора, Стефані Макмехон сказала Усо, що їх долучать до командного матчу за чемпіонство на PPV TLC, якщо Роман Рейнс переможе Шеймуса під час головної події шоу за 5 хвилин і 15 секунд, і він виграв через дискваліфікацію. На TLC, Усо змагалися у програшному матчі. Усо виграли Slammy Awards на випуску «Raw» від 21 грудня у званні «Команду року».

#### Домінування у командному дивізіоні (2016–2020)
На Королівській Битві, Усо невдало кинули виклик Новому Дню за титули командних чемпіонів WWE. У лютому, Усо вступили у ворожнечу з Dudley Boyz після того, як вони кинули Усо через столи після перемоги над Новим Днем і Марком Генрі в командному матчі зі столами 4 на 4. На кік-оффі Реслманії 32, Усо перемогли Dudley Boyz, але наступного вечора на «Raw» вони зазнали поразки від них же у матчі зі столами. 11 квітня на випуску «Raw», Усо перемогли The Social Outcasts у першому раунді командного турніру. Після матчу, на них напали Люк Галлоуз і Карл Андерсон. Наступного тижня на Raw, Усо програли The Vaudevilins у півфінальному раунді. 2 травня на випуску «Raw», Усо і Роман Рейнс зазнали поразки від Ей Джей Стайлза, Галлоуза та Андерсона у командному матчі 3 на 3, коли Стайлз утримав Джея Усо. На Extreme Rules, Усо зазнали поразки від Галлоуза і Андерсона у Техас торнадо-матчі. Пізніше тієї ж ночі, вони допомогли Роману Рейнсу зберегти свій титул у головній події.
19 липня на драфті WWE 2016, Usos були задрафтовані на SmackDown, виступивши на пре-шоу Battleground і SummerSlam. Потім вони взяли участь у турнірі серед 8 команд, щоб визначити перших володарів Командного Чемпіонства SmackDown. На випуску «SmackDown» 6 вересня, Усо вперше з 2011 року стали хілами, напавши на American Alpha, програвши їм за 28 секунд у півфіналі. На Backlash, Усо перемогли Hype Bros перед тим, як зіткнутися з Хітом Слейтером і Райно у фіналі турніру, але зазнали поразки. Усо зустрілися з новими чемпіонами на No Mercy, де вони знову зазнали поразки. У рамках свого хілтерну, вони почали використовувати вулично-бандитський образ. Усо брали участь у матчі 5-on-5 на вибування Survivor Series на Survivor Series, де вони програли Сезаро та Шеймусу з Команди Raw.  Усо відновили свою ворожнечу з American Alpha після Elimination Chamber після нападу на American Alpha.
21 березня 2017 року на випуску «SmackDown» Усо перемогли American Alpha і виграли Командне Чемпіонство SmackDown, ставши першою командою, яка виграла і Чемпіонство Raw (раніше командне чемпіонство WWE), і командне чемпіонство SmackDown. 11 квітня на випуску SmackDown Live, Усо успішно захистили свої титули, перемігши American Alpha у матчі-реванші, поклавши край ворожнечі. Вони зберегли титули на Backlash проти Breezango (Тайлер Бріз і Фанданго), і Money in Bank проти Нового Дня , але програли їх на Battleground проти Нового Дня, завершивши свій 124-денний Рейн. 20 серпня на пре-шоу SummerSlam, Усо перемогли Новий і повернули титули. Їхній рейн закінчилося 12 вересня на випуску «SmackDown Live», після того, як вони програли Новому Дню у матчі вулична бійка у Місті Гріхів, але повернули назад на Hell in a Cell. На випуску «SmackDown Live» 10 жовтня, Усо заявили, що вони поважають Новий День, і знову стали фейсами.
На Survivor Series, вони перемогли Командних Чемпіонів Raw Сезаро та Шеймуса в міжбрендовому матчі Чемпіон проти Чемпіон. На Clash of Champions, Усо зберегли титули у командному матчі фатальної четвірки проти Чеда Гейбла та Шелтона Бенджаміна, Нового Дня (Біг Е та Кофі Кінгстон) та Русєва і Ейдена Інгліша. На Королівській Битві, Усо зберегли титули проти Гейбла та Бенджаміна в матчі  до двох із трьох фолів, вигравши 2–0. Вони відновили своє суперництво з Новим Днем, кульмінацією якого став титульний матч на Fastlane, який завершився без результату через втручання The Bludgeon Brothers. На Реслманії 34 Усо вперше боролися в головному карді Реслманії, де вони захищали титули проти Нового Дня і The Bludgeon Brothers у командному поєдинку потрійної загрози, але Усо програли пояси The Bludgeon Brothers після того, як Харпер утримав Кофі Кінгстона. Це завершило їхній рейн у 182 дні, встановивши рекорд за найдовший рейн Командного Чемпіонства SmackDown. На SmackDown після Реслманії, Усо перемогли Новий День, щоб отримати реванш проти Bludgeon Brothers за Командне Чемпіонство SmackDown на Greatest Royal Rumble. На заході 27 квітня, Усо зазнали поразки, коли Роуен утримав Джея Усо.

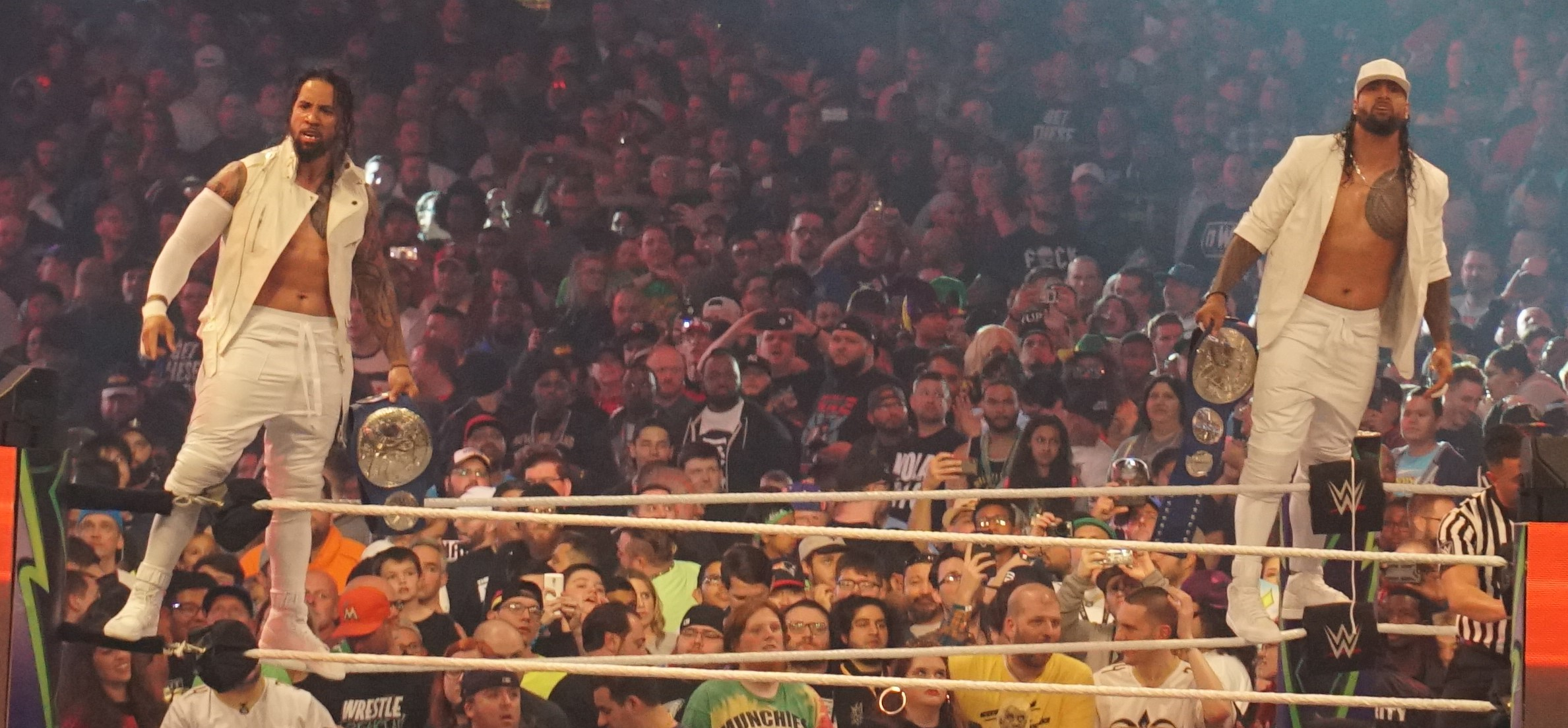
Командні чемпіони SmackDown Усо на Реслманії 34

22 травня на випуску «SmackDown», Усо спробували заробити ще один титульний матч на Money in Bank, але зазнали поразки від Люка Галлоуза та Карла Андерсона. Після поразки, Усо почали зазнавати невдач на отримання матчів за титул численну кількість раз, включаючи командний матч проти команди Hell No, що тільк но возз'єдналася (Деніел Брайан і Кейн) на випуску «SmackDown» від 3 липня, і поразку в першому раунді турніру за претендентство номер один від The Bar (Сезаро і Шеймус) на випуску «SmackDown» від 31 липня. Після кількох місяців, Усо почали набирати оберти, починаючи з Survivor Series, де вони, як капітани Команди SmackDown, вийшли з матчу 10-на-10 Survivor Series як єдині, хто не вилетів, давши SmackDown їхню єдину перемогу над Raw. Далі, вони змагалися з The Bar за Командне Чемпіонство SmackDown у матчі потрійної загрози, який також включав Новий день на TLC, але не змогли завоювати титули.
29 січня 2019 року на випуску «SmackDown», вони перемогли The Bar, Новий День і нову команду на «SmackDown» Heavy Machinery (Отіс і Такер), отримавши матч за Командне Чемпіонство SmackDown на Elimination Chamber, де вони перемогли Шейна Макмена і Міза, вигравши титули в рекордний четвертий раз. На випуску SmackDown від 26 березня, Усо брали участь у командному гаунтлет матчі, в якому вони навмисно поступилися колишнім давнім суперникам Новому Дню на знак поваги та щоб допомогти Кофі Кінгстону заробити матч за Чемпіонство WWE на Реслманії. По сюжету, як покарання за їхній вчинок, вони мали захищати титули проти The Bar, Алістера Блека і Рікошета, а також Шинске Накамури і Русєва у матчі фатальної четвірки на Реслманії 35, де вони зберегли титули. Через два дні, на випуску SmackDown від 9 квітня, Усо програли титули Hardy Boyz.
У рамках WWE Superstar Shake-up 2019, Усо були задрафтовані на бренд Raw. Вони вступили у ворожнечу з The Revival (Деш Вайлдер і Скотт Доусон) на Raw, а також вступили у ворожнечу з Деніелом Брайаном і Роуеном на «SmackDown» завдяки новому правилу Wild Card від WWE. На випуску SmackDown Live 7 травня, їм не вдалося відвоювати Командне Чемпіонство SmackDown у Браяна та Роуена. На Money in Bank, вони перемогли Браяна та Роуена в нетитульному матчі. Вони продовжили свою ворожнечу з The Revival, де дві команди обміняться перемогами одна з одною. 10 червня на випуску «Raw», і Усо, і The Revival змагалися в матчі потрійної загрози за Командне Чемпіонство Raw проти чемпіонів Курта Гокінса та Зака Райдера, який Revival виграв. На Extreme Rules, Усо кинули виклик The Revival за титули, але не мали успіху. Після арешту Джиммі за водіння в нетверезому стані, дует не буде на телебаченні до кінця календарного року.

#### The Bloodline (2020–2023)
3 січня 2020 року на випуску «SmackDown», Усо знову несподівано повернулися як частина бренду «SmackDown», допомігши Роману Рейнсу відбитися від нападу Кінга Корбіна та Дольфа Зігглера. Потім, Усо змагалися за Командне Чемпіонство SmackDown на Elimination Chamber і Реслманії 36, де вони знову не мали успіху. Під час матчу на Реслманії, Джиммі отримав серйозну травму коліна, яка вибила його з виступів на рингу на невизначений термін.
На випуску «SmackDown» від 4 вересня, після того, як на Біг Е напали та травмували, по сюжету, Джей зайняв місце Біг Е у матчі фатальної четвірки проти Метта Редла, Кінга Корбіна та Шеймуса, де переможець заробляв матч за Чемпіонство Всесвіту на Clash of Champions проти Романа Рейнса, який нещодавно став хілом. Джей переміг, утримавши Рідла, заробивши матч за одиночний титул вперше у своїй кар'єрі. Він зазнав поразки на Clash of Champions, коли Джиммі з'явився і кинув рушник від імені Джея. Потім Джей отримав матч-реванш на Hell in a Cell в матчі «I Quit» Hell in a Cell, але знову програв.  Після Hell in a Cell, Джей приєднався до Романа Рейнса, таким чином, в процесі ставши хілом. 9 квітня 2021 року на спеціальному випуску WrestleMania SmackDown, Джей виграв Меморіальний батл-роял Андре Гіганта. Це стало першою великою нагородою Джея в сольній кар'єрі в WWE.

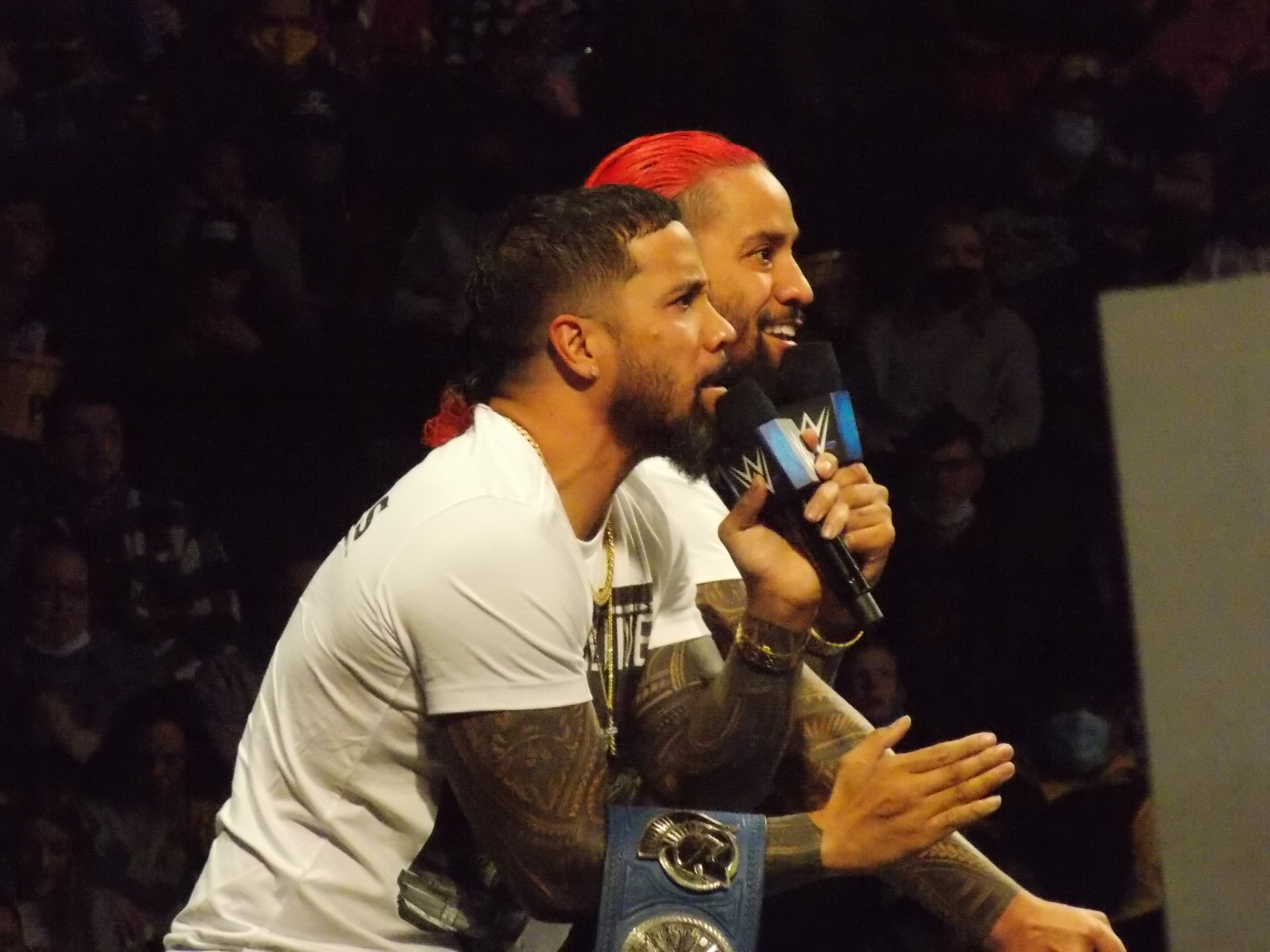
Усо у 2022 році

Після того, як Джиммі повернувся після травми на випуску «SmackDown» від 7 травня, між Усо і рейнсом виникла сварка, перш ніж вони всі помирилися і сформували угрупування, і Джиммі в цьому процесі став хілом. Під час кік-оффа шоу Money in the Bank 18 липня, Усо успішно завоювали свої п’яті Командні Чемпіонства SmackDown у The Mysterios ( Рей і Домінік). На SummerSlam, Усо перемогли The Mysterios у матчі-реванші, зберігши титули.
16 січня 2022 року, вони побили свій попередній рекорд у 182 дні як найдовших Командних Чемпіонів SmackDown. На Реслманії 38, Усо перемогли Шинске Накамуру та Ріка Бугса, зберігши своє чемпіонство. На WrestleMania Backlash, Усо і Рейнс перемогли RK-Bro (Ренді Ортон and Ріддла) і Дрю МакІнтайра у командному матчі 3 на 3. 20 травня на випуску «SmackDown», вони завдяки втручанню Рейнса перемогли RK-Bro і виграли Командне Чемпіонство Raw, ставши Беззаперечними Командними Чемпіонами WWE. Це дало Усо їх третій рейн як Командних Чемпіонів Raw (і перший рейн цього титулу з 2014 року) і зробило їх першою командою, яка володіла титулами Raw і SmackDown одночасно. На Money in Bank, Усо зберегли своє Беззаперечне Чемпіонство проти The Street Profits у суперечливий спосіб, через те, що Усо утримали, Монтеза Форда, незважаючи на те, що його плече не було на маті. Матч-реванш між командами був запланований на SummerSlam  зі спеціальним запрошеним рефері, яким пізніше виявився Джефф Джаррет.
18 липня, Усо перевищили позначку в 365 днів як командні чемпіони «SmackDown», ставши першою командою, яка утримувала ці титули безперервно протягом одного повного року. На SummerSlam, Усо успішно зберегли титули проти The Street Profits. На Crown Jewel 5 листопада, Усо успішно зберегли титули проти The Brawling Brutes (Бутч і Рідж Холланд). На випуску «SmackDown» від 11 листопада, вони зберегли свої чемпіонські титули проти Нового Дню (Кофі Кінгстон і Ксав'єр Вудс), таким чином гарантуючи, що вони стануть найдовшими чоловічими командними чемпіонами в основному ростері WWE, рекорд, який раніше встановив Новий День - на 483 дні. 14 листопада 2022 року, Усо офіційно побили рекорд Нового Дня щодо командних чемпіонств у основному ростері, а потім 28 листопада, вони побили рекорд Gallus у 497 днів щодо Командних Чемпіонств NXT UK, ставши чоловічою командою з найдовшим рейном командного чемпіонства в історії WWE, незалежно від статусу чемпіонства чи ростеру. На Survivor Series WarGames 26 листопада, The Bloodline (Усо, Роман Рейнс, Соло Сікоа та Семі Зейн) перемогли The Brawling Brutes, Дрю МакІнтайра та Кевіна Овенса у матчі WarGames.
Напруженість між Усо та Зейном знову виникла в наступні тижні. Після того, як Рейнс зберіг Беззаперечне Чемпіонство Всесвіту WWE на Королівській Битві проти Кевіна Оуенса, Усо продовжили бити Оуенса та прикули його наручниками до канатів рингу. Відмовившись бити Овенса, Зейн вдарив Рейнса сталевим стільцем, ставши фейсом. Джиммі, Сікоа та Рейнс напали на Зейна, а Джей спостерігав за ними та врешті-решт покинув ринг із огидою. Після події, Джей оголосив в Instagram, що "позі справами" і не з'явився наступного випуску «SmackDown». Джей з'явився на випуску SmackDown 10 лютого, щоб зберегти Командне Чемпіонство SmackDown з Джиммі проти Брауна Строумена та Рикошета. Перед тим, як випуск закінчився, Рейнс через Геймана повідомив Усо залишатися вдома на випуск «SmackDown» і «Elimination Chamber» наступного тижня в Канаді. Це мало на меті залишити Усо поза екранами, оскільки вони можуть не мати змоги в'їхати до Канади через свою історію з водінням у нетверезому стані. Однак Джиммі буде присутній на заході, щоб допомогти Рейнсу зберегти своє чемпіонство, а Джей з'явиться, щоб не дати Рейнсу вдарити Зейна стільцем, що йому не вдалося.
На випуску «Raw» від 6 березня,  Джей з’явився в натовпі під час матчу Джиммі проти Зейна, який Джиммі програв. Після матчу Джей обійняв Зейна, а потім завдав останньому суперкік, підтверджуючи вірність Джея Bloodline. Потім Усо та Сікоа напали на Зейна, перш ніж Коді Роудс вибіг, щоб врятувати Зейна. 20 березня на випуску Raw, Овенс і Зейн, які возз’єдналися, кинули виклик Усо за Беззаперечне Командне Чемпіонство WWE на Реслманії 39, який Усо прийняли. У Першу ніч події 1 квітня, Усо вперше в їхній кар’єрі взяли участь у головній події Реслманії, де вони втратили титули Овенсу та Зейну, таким чином завершивши свій рейн титулів Raw у 316 днів, і свій рекордний рейн титулів SmackDown у 622 дні. Цей матч також став першим командним матчем головної події Реслманії з часів першого шоу. Дейв Мельтцер оцінив цей матч у п’ять зірок, ставши восьмим матчем основного ростеру WWE, який отримав п’ять зірок, і першим матчем у кар’єрі Усо, який отримав таку оцінку. Після їхньої поразки, Рейнс почав ігнорувати їх і став більше покладатися на Сікоа, поставивши себе та Сікоа в командний титульний матч на Night of Champions. Їм не вдалося виграти Беззаперечне Командне Чемпіонство WWE у матчі-реванші проти Овенса та Зейна на випуску SmackDown 28 квітня.

#### Сольні виступи (2023–дотепер)
На Night of Champions, Джиммі став фейсом після того, як вони з Джеєм коштували Рейнсу та Сікоа Беззаперечне Командне Чемпіонство WWE, а Джиммі провів Рейнсу суперкік за те, що він погано відносився до них. Джиммі був офіційно відлучений від Bloodline за його дії на Night of Champions на випуску SmackDown від 2 червня під час святкування 1000 днів Чемпіонства Всесвіту Рейнса. На випуску SmackDown від 9 червня, Джей отримав шанс стати чемпіоном Сполучених Штатів проти Остіна Тіорі від Геймана, щоб спонукати його залишити Джиммі, але програв матч після того, як Джиммі, рятуючи Джея від Pretty Deadly, помилково напав на Джея, цілячись у Сікоа, який спробував напасти на Джиммі. Наступного тижня на випуску SmackDown, Джей вирішив стати на бік Джиммі та залишив Bloodline, кинувши Рейнса, ставши фейсом уперше з 2020 року. Усо потім провели суперкіки і Сікоа, і Рейнсу. На Money in Bank, Усо перемогли Рейнса і Сікоа в командному матчі «Громадянська Війна Bloodline», а Джей утримав Рейнса. Це перша поразка Рейнса через утримання з грудня 2019 року на TLC: Tables, Ladders & Chairs.
На SummerSlam, Джей не зміг виграти титул у Рейнса в матчі під назвою Племінна Битва, коли Джиммі, зрадив та напав на Джея, витягнувши його з рингу, коли той намагався утримати Рейнса та провів йому суперкік, що дозволило Рейнсу перемогти Джея. Проте, на випуску «SmackDown» 11 серпня, він пояснив, що причиною своїх дій був страх, що якби Джей став новим вождем племені, влада розбестила б його. Джей відповів суперкіками Рейнсу, Сікоа та, зрештою, Джиммі. Після цього він заявив, що покидає WWE. Джей Усо повернувся на Payback, з'явившись на The Grayson Waller Effect разом із Коді Роудсом, який оголосив, що він змінить бренд зі SmackDown на Raw.
Після приєднання до бренду Raw, Джей отримав пропозицію від Судного Дня (Фінн Балор Деміан Пріст, "Брудний" Домінік Містеріо та Рія Ріплі) приєднатися до їх лав. 18 вересня на випуску «Raw», Джей відхилив пропозицію, атакувавши Балора, Пріста і Містеріо перед тим, як програти матч Дрю МакіІтайру. Після матчу, Балор, Пріст і Містеріо напали на Джея, а Макінтайр відмовився допомогти або прийняти його через його минуле з Bloodline, перш ніж Роудс вибіг, щоб врятувати його. На Fastlane, Джей і Роудс перемогли Баллора та Пріста, вигравши Беззаперечне Командне Чемпіонство WWE. Джей став першим, хто двічі виграв Беззаперечне Командне Чемпіонство WWE. Це стало його четвертим командним титулом Raw і шостим командним титулом SmackDown. Це також стало першим випадком, коли Джей виграв командний титул WWE без свого брата Джиммі. Джей та Роудс зберегли свої титули проти Кевіна Оуенса і Семі Зейна, Остін Тіорі та Грейсона Воллер на випусках Raw і SmackDown наступного тижня. Однак вони програли титули назад Балору та Прісту в матчі-реванші на випуску Raw від 16 жовтня завдяки втручанню Джиммі, завершивши свій рейн через 9 днів. Це, однак, дало Джею відзнаку в тому, що він утримував командне чемпіонство SmackDown найбільшу загальну кількість днів за свої шість рейнів — 1011 днів (1010 днів, згідно з WWE). Джей і Роудс не змогли повернути титули у Балора та Приста після втручання Дрю Макінтайра, який швидко після цього заявив, що прийняв пропозицію Рії Ріплі приєднатися до The Judgment Day на Survivor Series: WarGames, щоб покарати Джея. На Survivor Series: WarGames Усо разом із Роудсом, Зейном, Сетом «Фрікін» Ролінсом і Ренді Ортоном перемогли команду Макінтайра та Судного дня (Прист, Балор, Містеріо та Джей Ді. МакДонна) у матчі WarGames. На випуску Raw 4 грудня, Усо безуспішно кинув виклик Ролінсу за титул чемпіона світу у важкій вазі. Через два тижні, Усо виграв свій перший одиночний матч після переходу на Raw, перемігши Людвіга Кайзера, без брата. На Королівській Битві 27 січня 2024 року, Джей взяв участь у матчі Королівської Битви під номером 1, який тривав 50 хвилин, усунувши Джей. Ді. МакДонну, перш ніж його вибив Гюнтер. На Реслманії XL він переміг свого брата Джиммі Усо. На Backlash France невдало для себе боровся з Деміаном Прістом за чемпіонство світу у важкій вазі, після втручання від Фінна Балора і Джей Ді МакДонни. Саме перед цим матчем, Джей став виходити під ліхтарики телефонів глядачів, як Брей Ваятт, який помер у серпні 2023 року. Після цього був заявлений на турнір «Король Рингу» 2024 року замість травмованого Дрю МакІнтайра. У першому раунді турніру здолав Фінна Балора. На випуску Raw від 13 травня, Джей здолав Іллю Драгунова, пройшовши до півфіналу турніру Король Рингу. На випуску Raw від 20 травня, Джей програв Гюнтеру у півфіналі. На випуску Raw від 17 червня, Джей здолав Рея Містеріо і Фіна Балора, кваліфікувавшись до чоловічого матчу з драбинами Money in the Bank на однойменному шоу. На самій події 6 липня, Джей не зміг виграти кейс, так як його виграв Дрю МакІнтайр. На випуску Raw від 9 вересня, Джей здолав Піта Данна, Іллю Драгунова і Брауна Строумана у фатальному чотиристоронньому матчі за претендентство номер однин за Інтерконтинентальне Чемпіонство. На випуску Raw від 23 вересня, Джей здолав Брона Брейккера, вигравши титул - своє перше одиночне чемпіонство у кар'єрі.

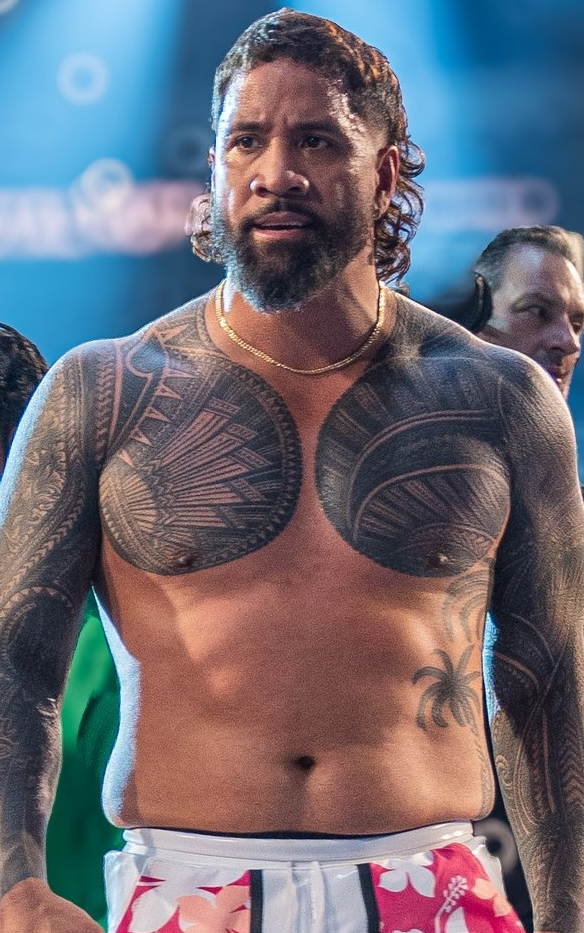
Джей Усо виграв матч королівської битви на однойменному шоу on 1 лютого 2025 року.

На випуску Raw від 14 жовтня, Джей мав конфронтацію з Джиммі, який намагався загладити свою провину, але той відмовив. На Raw наступного тижня, Усо програв Інтерконтинентальне чемпіонство назад Брейккеру після втручання від Bloodline (який включає Сікоа, Тама Тонга, Тонга Лоа і Джейкоба Фату), закінчивши рейн у 28 днів. На випуску SmackDown від 25 жовтня, Джей допоміг Джиммі і Роману Рейнсу вивести з ладу Bloodline, згодом два брати обійнялися посеред рингу, тим самим возз'єднавшись. На випуску SmackDown від 1 листопада, Джей погодився виступити у команді з Рейнсом і Джиммі на Crown Jewel, тільки у випадку, якщо Роман буде ставитися до нього як до рівного, а не як до лакея, після чого Рейнс погодився, сказавши фірмову кетчфразу Джея "Yeet". Після чого тріо підняло пальці вгору, зробивши фірмову позу їх забігу Bloodline. На події 2 листопада, Усо і Рейнс програли Сікоа, Тонга і Фату у командному матчі 3-на-3, у якому Сікоа утримав Рейнса. На Survivor Series: WarGames 30 листопада, Джей, Джиммі, Рейнс, Семі Зейн і СМ Панк здолали Bloodline і Бронсона Ріда у матчі WarGames. На Saturday Night's Main Event 25 січня 2025 року, Усо кинув виклик Гюнтеру за Чемпіонство світу у важкій вазі, але не зміг виграти титул.
Наступного тижня, на Королівській битві, він вийшов у однойменний матч під №20, який він виграв, останнім викинувши Джона Сіну. На випуску Raw від 10 лютого, Усо анонсував, що зустрінеться з Гюнтером у матчі-реванші за Чемпіонство світу у важкій вазі на Реслманії 41. 19 квітня 2025 року, першого вечора Реслманії 41, Усо здолав Гюнтера через підкорення, вигравши титул у матчі відкритті. Програв титул Гюнтеру під час епізоду RAW від 9 червня 2025 року.

## Інші медіа
Він знявся в першому епізоді «Поза рингом», де разом зі своїм братом Джиммі Усо готував традиційне самоанське барбекю.
Джей дебютував у відеограх, у WWE '13 у DLC.  Усо не були в WWE 2K14, але повернулися в WWE 2K15 і продовжували з'являтися в WWE 2K16, WWE 2K17, WWE 2K18, WWE 2K19, WWE 2K20, WWE 2K22, WWE 2K23 і WWE 2K24 . Він також з'явився у фільмах «Зворотний відлік» із Дольфом Зігглером, Романом Рейнсом, Біг шоу та його братом Джиммі Усо, а також у мультфільмі Джетсони та WWE: Робо-Реслманія!, в якому він зіграв роль Усобота.
Джей коротко з'явився в реаліті-серіалі Total Divas через те, що його брат Джиммі був одружений із зіркою Total Divas Наомі.
Джей регулярно з'являється на YouTube-каналі Ксав'єра Вудса UpUpDownDown, де він має псевдонім «Jucey». Він кинув виклик Кофі Кінгстону за титул у грі Tetris, де він переміг Кінгстона, вигравши чемпіонство. Тоді Джиммі переміг Джея у грі два з трьох у The King of Fighters, вигравши чемпіонство. Він програв титул Самоа Джо в грі World Heroes.
Після того, як у вересні 2020 року його назвали претендентом номер один за Чемпіонство Всесвіту WWE, він з'явився в епізоді міні-документального серіалу WWE Network WWE Chronicle.

## Особисте життя
Фату має самоанське походження. Будучи синами члена Залу Слави WWE Солофи Фату-молодшого (Рікіші), брата-близнюка Джона Фату (Джиммі Усо) і брата Сефи Фату (Соло Сікоа), він також є частиною родини Аноай ; він є двоюрідним племінником нинішніх і колишніх виконавців WWE Афи Аноай-молодшого (Ману), Самули Аноай (Саму), покійного Метта Аноай (Роузі), Джо Аноай (Роман Рейнс), Шона Малути, покійного члена Зали Слави WWE Родні Аноай (Йокозума), Ллойд Аноай (LA Smooth) і Ленс Аноай, а також Джейкоба Фату, який зараз виступає за Major League Wrestling (MLW), але ніколи не виступав у WWE. Він також є племінником Сема Фату (Малюк Тонга), покійного Едді Фату (Умага), Афи Аноай та Сіки Аноай . Він також пов'язаний кровним братством між його прадідом Амітуанай Аноай, Піта (Пітером) Майвією, Джеймсом (Джиммі) Снукою, Джеймсом Рейхер-Снукою (Дьюс), Сароною Снукою Поламалу (Таміною) і Дуейном Джонсоном (The Рок). Його сценічний псевдонім «Усо» самоанською мовою означає «брат». З 2011 по 2016 рік він виконував самоанський Сіва Тау перед матчами.
Фату одружився з Такесією Тревіс у 2015 році. У них двоє синів, Джасія та Джейс.

## Проблеми з законом
Фату заарештували в січні 2018 року за водіння у нетверезому стан в окрузі Гідальго, штат Техас, після виступу на live-event WWE, який відбувся на арені Hidalgo's Payne. Того ж дня його звільнили після внесення застави в розмірі 500 доларів США.
Через висунуті звинувачення? йому та його брату Джонатану заборонили в'їзд до Канади, хоча їм було надано спеціальний дозвіл на в’їзд до країни на шоу WWE Elimination Chamber у 2023 році. 
Коли Джошуа почав виступати в соло, у вересні 2023 року він взяв нову крилату фразу «Yeet». Однак WWE тимчасово призупинила продажі товарів 4 грудня 2023 року після того, як виявилося, що торгова марка Yeet була заявлена незалежним реслером із Західної Вірджинії, Кейсі Скоттом Хаффманом, який у 2021 році зареєстрував цю фразу торговою маркою у Кабінеті Патентів і Торгових Марок США, але призупинили в жовтні 2022 року. Через кілька днів все було вирішено.

## Чемпіонства і досягнення
- CBS Sports

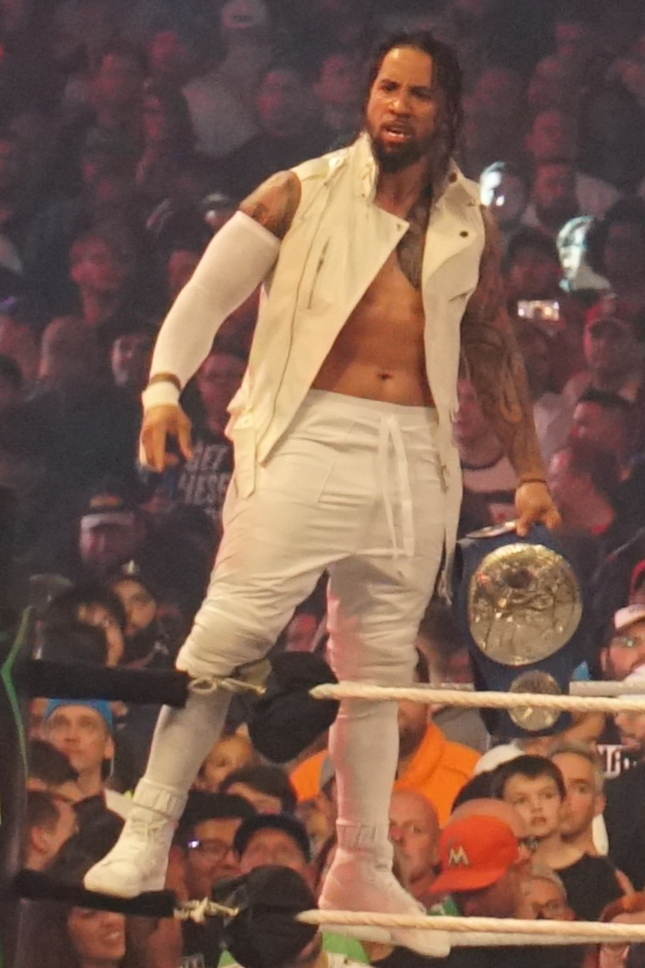
Джей Усо є десятиразовим командним чемпіоном

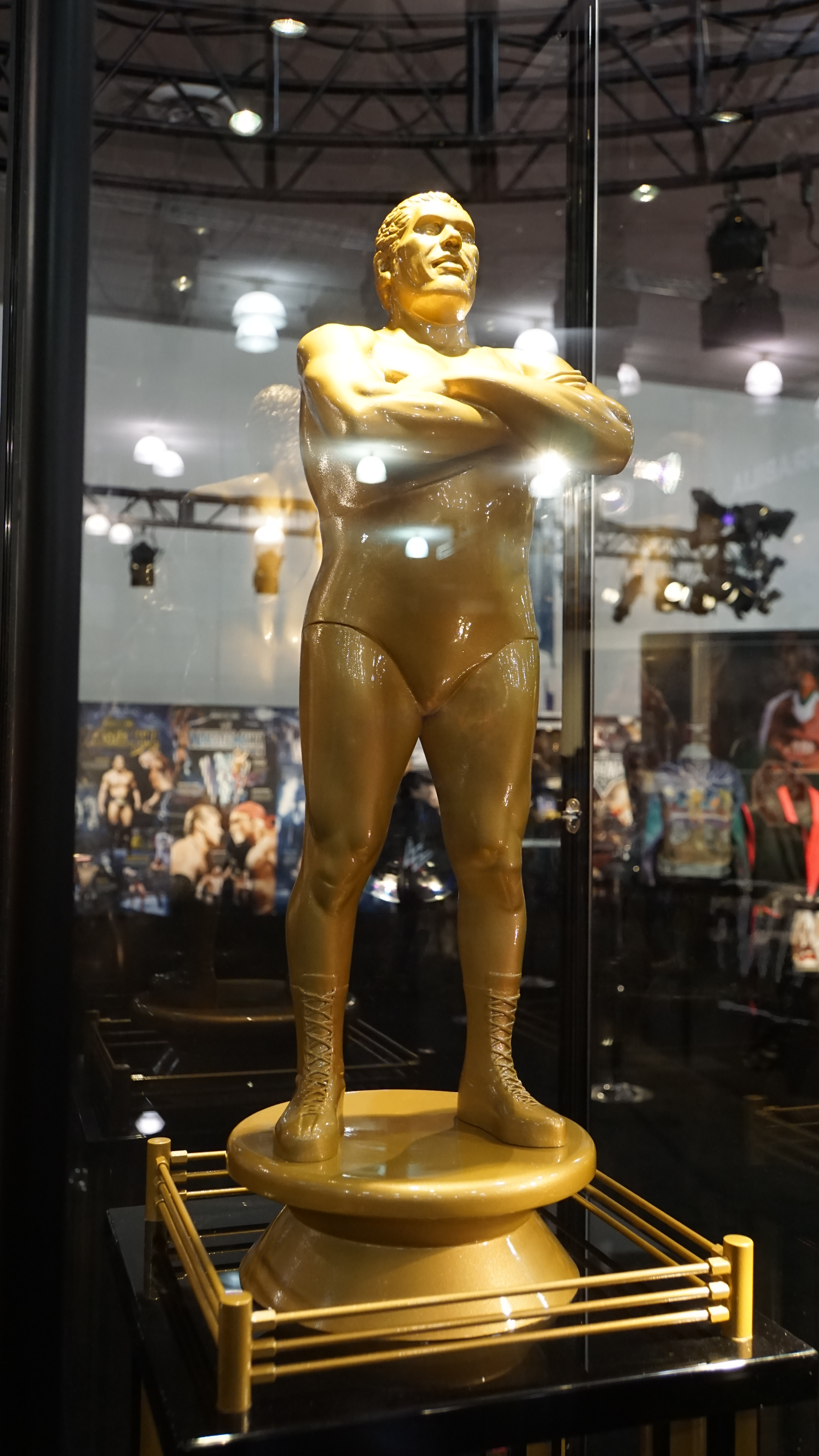
... і виграв Меморіальний батл-роял Андре Гіганта на спеціальному випуску WrestleMania SmackDown у квітні 2021 року

  - Протистояння року (2020) vs. Романа Рейнса[9]
  - Команда року (2018) with Джиммі Усо[186]
- ESPN
  - Найкраща сюжет року (2022) як частина The Bloodline і Семі Зейн[187]
  - Команда року (2022) з Джиммі Усо[187]
- Чемпіонат Флориди Боротьба
  - Командне Чемпіонство Флориди FCW (1 раз) – з Джиммі Усо[188]
- New York Post
  - Сюжет року (2022) як частина The Bloodline і Семі Зейн[189]
- Pro Wrestling Illustrated
  - Угрупування року (2022) – як частина The Bloodline
  - Команда року (2014) – з Джиммі Усо[190]
  - Посів 26 місце серед 500 найкращих одиночних реслерів у PWI 500 у 2014 році[191]
  - Посів перше місце серед 50 найкращих команд у рейтингу PWI Tag Team 50 у 2022 році – з Джиммі Усо[192]
- Rolling Stone
  - Команда року (2017) з Джиммі Усо[193]
- Wrestling Observer Newsletter
  - Протистояння року (2023) як частина The Bloodline vs. Кевіна Оуенса і Семі Зейна [194]
- WWE
  - Чемпіонство світу у важкій вазі WWE (1 раз)
  - Командне Чемпіонство WWE Raw [a] (4 рази) – з Джиммі Усо (3) і Коді Роудсом (1)[b][195]
  - Командние Чемпіонство WWE SmackDown (6 разів) — з Джиммі Усо (5) і Коді Роудсом (1)[c][196]
  - Інтерконтинентальне чемпіонство WWE (1 раз)
  - Меморіальний батл-роял Андре Гіганта (2021)[10]
  - Slammy Award (2 рази)
    - Команда року (2014, 2015) — з Джиммі Усо[197][198]

## Виноски
1. ↑  Титул називавсяКомандне Чемпіонство WWE під час його першого і другого рейнів rразом з Джиммі
2. ↑  Тримав разом з Командним Чемпіонством Smackdown як Беззаперечне Командне Чемпіонство WWE
3. ↑  Тримав разом з Командним Чемпіонством Raw як Беззаперечне Командне Чемпіонство WWE